# Vergrößerungsgerät

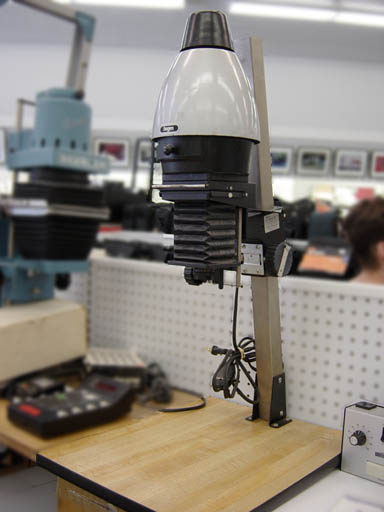
Vergrößerer für Schwarzweiß-Arbeiten im Hobbybereich

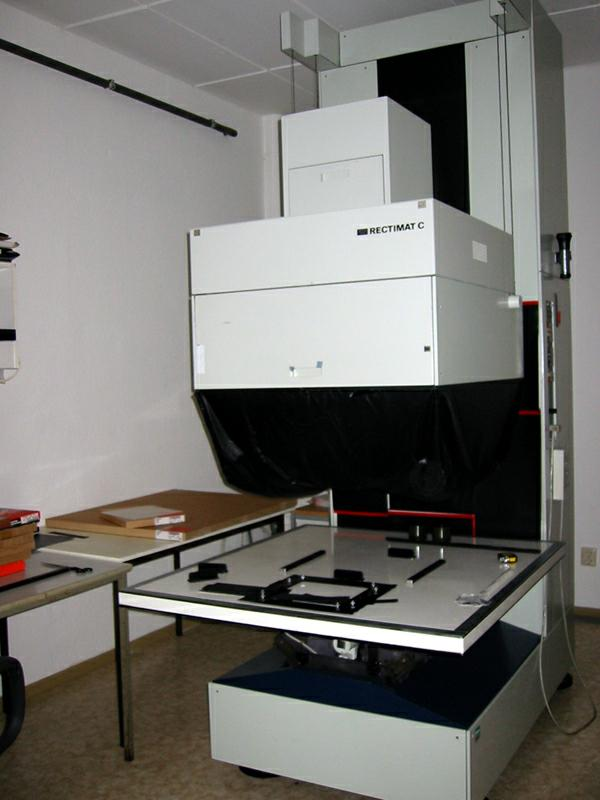
Professionelles Vergrößerungsgerät, Typ Rectimat C

Ein Vergrößerungsgerät ist ein Gerät in der Fotografie. Es ermöglicht durch optische Projektion vergrößerte Papierbilder aus Negativen oder auch Diapositiven herzustellen.
Im 19. und frühen 20. Jahrhundert konnten wegen fehlender Beleuchtungseinrichtungen Vergrößerungen nur sehr schwer oder gar nicht hergestellt werden. Es fehlten zudem lichtstarke und kontrastreiche Objektive mit einem hinreichend großen Bildfeld. Deshalb wurden Großbildkameras mit Negativformaten bis 24 × 30 cm und größer verwendet, bei denen durch Kontakt ein großer Abzug herzustellen war. Erst leistungsfähige einfache Beleuchtungen ermöglichten Vergrößerungsgeräte, die dem Kleinbildfilm mit dem Aufnahmeformat von 24 × 36 mm zum Durchbruch verhalfen. Wesentlich war ebenfalls das Erscheinen von leistungsfähigen lichtstarken Objektiven mit einem Bildfeld, das in der Brennweite etwa der Bild-Diagonalen entsprach. Ein wichtiger Schritt war das 1904 von Paul Rudolph beim Unternehmen Carl Zeiss, Jena, entwickelte Tessar, eine Triplet-Variante mit 4 Linsen.
Im Prinzip ist ein Vergrößerungsgerät ein Projektor, der ein beleuchtetes Negativ (oder Diapositiv) auf eine Fläche (Bildebene) projiziert, auf die Fotopapier gelegt wird. Die Belichtungszeit wird mit einer Belichtungsschaltuhr (Zeitschalter) oder einem Lichtmengenmessgerät gesteuert.
Aus dem latenten Bild im Fotopapier wird dann mit einer chemischen Entwicklung in der Regel ein Positiv hervorgerufen.

## Aufbau
Vergrößerungsgeräte bestehen aus einer Grundplatte und einem Projektor (Vergrößererkopf, bestehend aus Lampenhaus, ggf. Farbmischkopf, Negativbühne und Objektiv), der beweglich an einer Säule angebracht ist. Alternative Konstruktionen haben eine Parallelogrammführung. Um während der vergrößerten Aufbelichtung des Negatives auf das Fotopapier ein Verwackeln zu vermeiden, muss der Aufbau eine hohe Steifigkeit besitzen.
Diese Konstruktion hat sich durchgesetzt, da hierbei sowohl das Negativ als auch das Fotopapier waagerecht liegen und nicht verrutschen können.
Die Größe des projizierten Bildes hängt von der Brennweite des Objektives und von dem Abstand der Bildbühne vom Foto-Papier ab. An der Säule oder dem Kopf des Vergrößerungsgerätes ist daher häufig eine Anzeige des Vergrößerungsmaßstabs angebracht. Zur Scharfeinstellung ist das Objektiv im Abstand gegenüber der Negativbühne einstellbar.
Manche Vergrößerungsgeräte gestatten es, den Vergrößererkopf in die Waagerechte zu schwenken, so dass zum Beispiel gegen eine Wand projiziert werden kann. Die Distanz zwischen Negativ und Wand bestimmt hier den Vergrößerungsmaßstab, es sind Entfernungen bis zu einigen Metern möglich.
Diese Geräte müssen besonders steif konstruiert sein, weil die Verwacklungsgefahr mit dem Vergrößerungsmaßstab steigt.
Für Großbild-Vergrößerungen wurden auch Horizontal-Vergrößerungsgeräte verwendet. Der Beleuchtungskopf, die Bildbühne und das Objektiv laufen hier auf Schienen vor einer feststehenden Projektionswand, die das Papier aufnimmt.

## Ausleuchtung und Belichtung
Das Negativ muss während der Projektion möglichst gleichmäßig und hell ausgeleuchtet werden.
Anfänglich wurde eine Kerze, die hinter das Negativ gestellt wurde, oder Tageslicht, das durch ein Fenster in die Dunkelkammer fiel, verwendet. Das konzentrierte Kerzenlicht wurde mit Hilfe einer Streuscheibe (Opalglas bzw. „Milchglas“) gleichmäßig auf das Negativ verteilt.
Beim späteren Übergang auf Glühlampen als Leuchtmittel wurde die Streuscheibe weiter verwendet, bevor Opallampen in Gebrauch kamen.
Zur Beleuchtungseinrichtung, die im Lampenhaus untergebracht ist, gehört heute mindestens auch eine plankonvexe Kondensor-Linse, damit möglichst viel vom vorhandenen Licht das Negativ passiert. Das Negativ liegt an der planen Seite dieser Linse. Oft kommt ein sogenannter Doppel-Kondensor zur Anwendung. Bei ihm sind in einer gemeinsamen Fassung zwei meistens gleiche plankonvexe Linsen zusammengefasst, wobei die konvexen Linsenflächen einander zugekehrt sind.
Bei Farb-Vergrößerungsgeräten wird zur Homogenisierung der Farbfilterung häufig ein Diffusor statt eines Kondensorsystems oder einer Streuscheibe eingesetzt.

### Belichtungsuhr
Zur Steuerung der Belichtungszeit dient eine Belichtungsuhr, die mit einem Lichtmengenmessgerät kombiniert sein kann.
Sie schaltet die Lampe nach einer einstellbaren Zeit ab. Die erforderliche Belichtungszeit richtet sich nach dem Vergrößerungsmaßstab, den Eigenschaften des Fotopapieres und der gewünschten Gradation. Die Belichtungszeit muss bei Verwendung einer Belichtungsuhr für jedes Negativ und jeden Maßstab experimentell neu bestimmt werden. Dazu werden mehrere Fotopapier-Teststreifen unterschiedlichen Belichtungszeiten ausgesetzt und entwickelt.

### Lichtmengenmessgerät
Lichtmengenmessgeräte messen die Lichtmenge pro Fläche in der Bildebene. Sie empfangen dazu das vom Papier rückgestreute Licht oder werden bei Ausschnittvergrößerungen neben das Papierbild gelegt. Lichtmengenmessgeräte integrieren das empfangene Licht und ermöglichen eine maßstabsunabhängige exakte Belichtung ohne Probestreifen.
Lichtmengenmessgeräte vermeiden den Fehler, der durch die stark von Netzspannungsschwankungen abhängige Helligkeit des Leuchtmittels entstehen kann.

## Schwarzweiß-Vergrößerungen
Für die Vergrößerung von Schwarzweißnegativen ist die Farbtemperatur der Beleuchtung von geringer Bedeutung; das Licht muss die zur Papiersensibilisierung passenden Spektralanteile enthalten. Vergrößerungsobjektive sind besonders auf eine plane Abbildung ausgerichtet (Planfeldoptik). Außerdem wird ein guter Kontrast und hohe Auflösung gewünscht, um die Qualitätsminderung des im Negativ enthaltenen Bildes durch die Vergrößerung gering zu halten.
Das Objektiv hat eine einstellbare Blende. Dabei kann man für eine einfachere Scharfstellung aufblenden und zur Belichtung für optimale Abbildung abblenden, wodurch Objektivfehler sich verringern. Außerdem erreicht man damit eine höhere Schärfentiefe, die Mängel in der Planlage des Negativs oder bei der Scharfstellung zum großen Teil ausgleicht.
Für die Bestimmung des Bildausschnittes und der Scharfstellung lässt sich zumeist ein Rotfilter in den Strahlengang einschwenken, ohne das Vergrößerungspapier zu belichten; die Emulsion des Schwarzweiß-Papieres ist für rotes Licht zumeist weitgehend unempfindlich. Dieses Filter wird entweder vor das Objektiv oder zwischen Beleuchtung und Filmebene geschwenkt.
Häufig finden verstellbare Maskenbänder in der Negativbühne Anwendung. Damit können exakte Teilausschnitte bestimmt und vergrößert werden und der Vergrößerer kann damit für verschiedene Filmformate eingesetzt werden.

## Farbvergrößerer

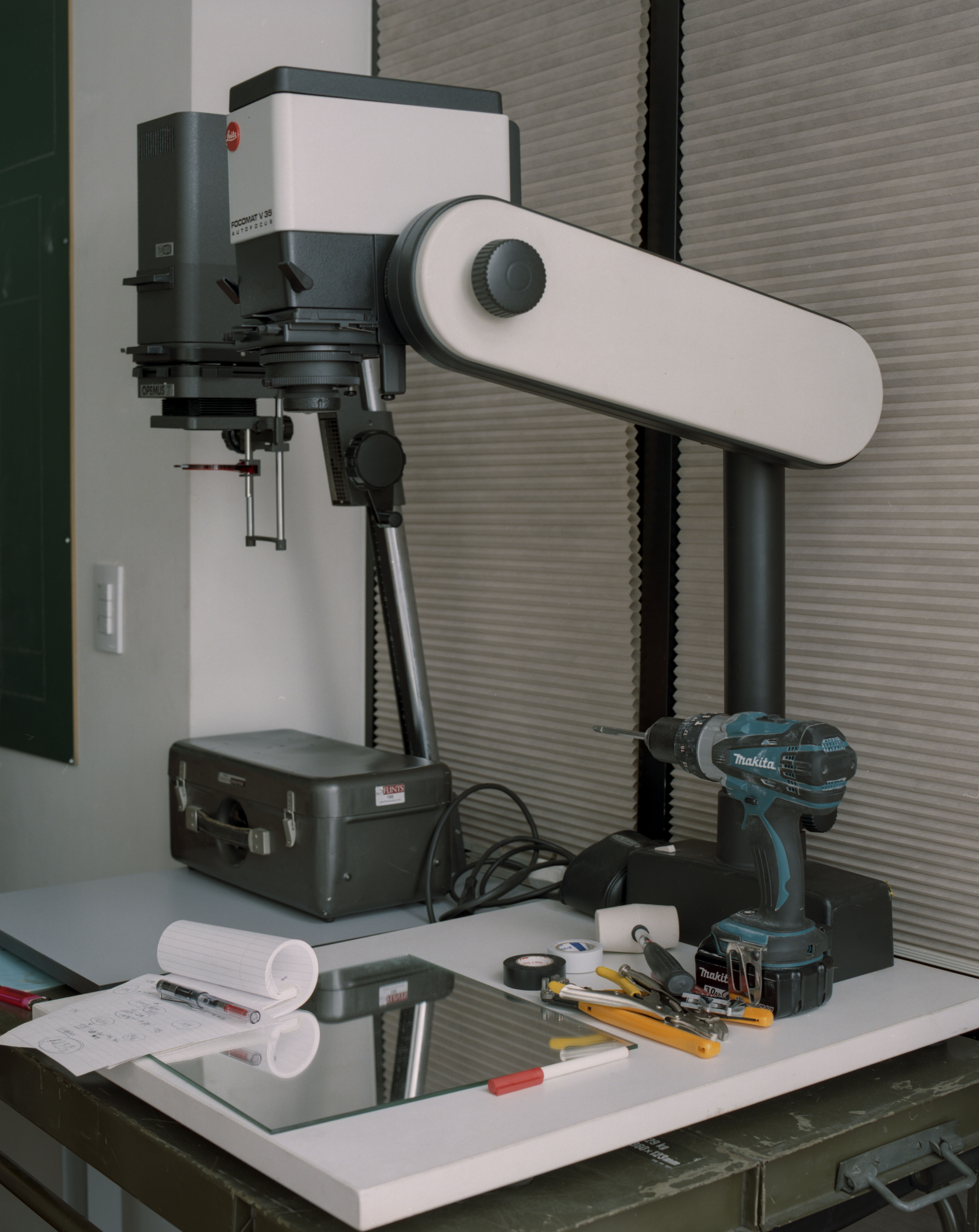
Leitz Focomat V35 Autofocus
Vergrößerer für Farbfotografie

Bei Farbvergrößerungen ist zusätzlich wichtig, dass die Farbtemperatur des Vergrößerungslichtes der Empfindlichkeit des jeweils verwendeten Fotopapiers für das Licht des sichtbaren Spektrums angepasst ist. Zudem muss bei Negativen die so genannte Maskierung (die meist orangefarbene Grundeinfärbung des Filmmaterials) ausgeglichen werden. Hierfür gibt es an Farbvergrößerungsgeräten einen so genannten Farbmischkopf, mit dem der Bediener die Zusammensetzung des Lichtes zur Eliminierung von Farbstichen oder deren bewusstes Erzeugen steuern kann (Farbausgleich).

## Vergrößerungsobjektive

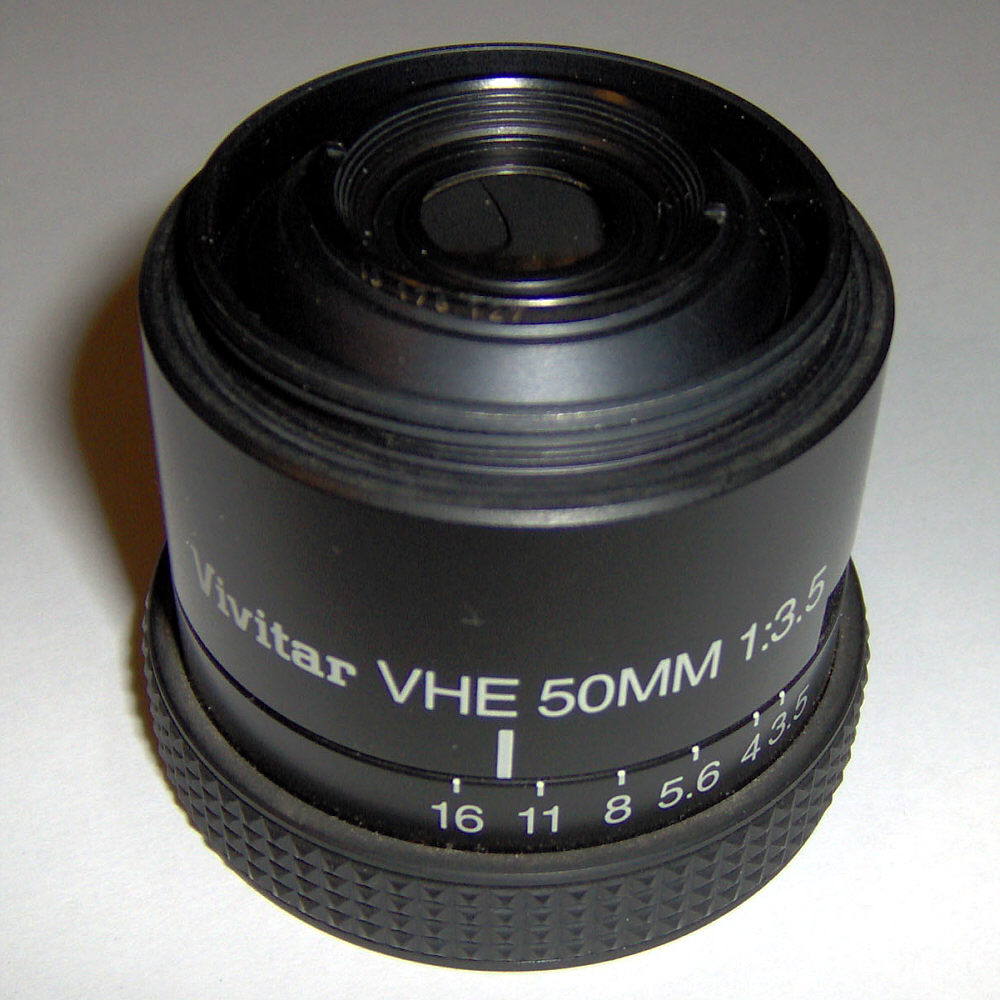
Vergrößerungsobjektiv VHE 50 mm/1:3,5 (Vivitar), hochwertiges sechslinsiges Objektiv, ab Ende der 1970er Jahre

Um die Qualität des Negatives bei der Vergrößerung weitgehend zu erhalten, muss das Vergrößerungsobjektiv eine hohe Qualität haben. Es benötigt jedoch keine eigene Entfernungseinstellung, da diese zumeist im Gerät eingebaut ist. Objektive mit Zoomfunktion sind nur in Printerlaboren üblich, damit Vergrößerungsänderungen bei diesen weitgehend starren Konstruktionen ohne Objektivwechsel möglich ist.
Vergrößerungsobjektive sind üblicherweise auf einen Nahbereich von 1:10 bis 1:3 optimiert. Sie sind besonders auf geringe Verzeichnung und hohe Bildfeldebnung konstruiert, um die plane Fläche des Negatives auf die plane Fläche des Papieres scharf abzubilden. Die offene Blende wird üblicherweise nur zum Einstellen verwendet. Die optimale Blende liegt bei 1:5,6 bis 1:11. Auch Vergrößererobjektive sollten vergütet (antireflexbeschichtet) sein, um unter anderem den Bildkontrast zu erhalten. Günstig ist weiterhin, wenn das Gerät über eine Bildfeldblende verfügt, mit der nur der gewünschte Bildausschnitt beleuchtet wird. Sie verhindert Überstrahlungen. Überstrahlungen im Bild durch mangelnde Vergütung und fehlende Bildfeldblende lassen sich durch Änderung der Papier-Gradation, Belichtung und Entwicklung kaum beeinflussen. Erkennbar sind sie insbesondere, wenn die Lichter aus dunklen Bereichen zulaufen.
Die Lichtstärke (max. Blendenwert) hat eine geringe Bedeutung, geringere Lichtstärken können durch längere Belichtung ausgeglichen werden.
Die Blende kann helfen, Unschärfe zu vermeiden, indem nach der Scharfstellung abgeblendet wird, wodurch sich die Schärfentiefe erhöht.

## Automatisierung in Großlabors
Der Vorgang des Vergrößerns von Negativen wird beim so genannten Foto-Finishing in den Großlabors aus wirtschaftlichen Gründen weitestgehend automatisiert. Hierdurch wird auch die Zuverlässigkeit und Qualitätssicherung verbessert.
Die Automatisierung erstreckt sich nicht nur auf die mechanisch-optischen und chemischen Prozesse, sondern mittels Bildanalyse werden auch Farbkorrekturen und eine dem Motiv angepasste Ausbelichtung durchgeführt. Dabei werden z. B. beim Farbkontrast auch subjektive Faktoren berücksichtigt, die oft auf die Erwartungen des größten Kundenanteiles und auf Standardmotive abgestimmt sind.
Besondere Anforderungen an einen Abzug, wie Ausschnittvergrößerung, Ausgleich inhomogener Belichtung durch das sogenannte Abwedeln oder gezielte Weichzeichnungseffekte, geringere Farbsättigung usw. können nur bei individueller Vergrößerung in einem Fachlabor oder privat erfolgen.

## Vergrößerung im Fachlabor
Bei manueller und individueller Ausarbeitung bietet das Vergrößerungsgerät die Möglichkeit, in den Projektionsvorgang einzugreifen.
Durch Abwedeln oder Nachbelichten kann die helligkeitsbezogene Betonung einzelner Bildpartien beeinflusst werden oder es können inhomogene Belichtungen des Negatives ausgeglichen werden. Gleiches gilt für das Einfiltern von Farbstimmungen, sofern es sich um Farbvergrößerungen handelt.
Der oft hohe Farbkontrast bei der automatischen Produktion kann bei individueller Fertigung durch die Materialwahl geringer gehalten werden oder es können bestimmte Effekte durch Teileinsatz von Farben erzeugt werden.
Zur Erzielung eines gewünschten Kontrastes kann bei Schwarzweißbildern durch die Verwendung von Fotopapiersorten verschiedener Gradation (steigender Kontrast von „weich“ über „mittel“ bis „hart“) erzielt werden. Weit verbreitet sind heute Gradationswandelpapiere, bei denen durch die Variation der Beleuchtungsfarbe der Bildkontrast gesteigert wird. Eine Beeinflussung des Bildkontrastes durch unterschiedliche Entwickler ist bei modernen Papieren durch die in der Fotoschicht eingelagerten Stabilisatoren kaum noch möglich.
Bildgestaltungen durch extreme Kontraste sind möglich. Weichzeichnen (gezielte Unschärfe) im Dunkelkammerprozess bringt zumeist nicht den gewünschten Effekt, da – umgekehrt zur Aufnahme – die Lichter zuziehen.
Bei kontrastvariablem Fotopapier können Helligkeitskontraste in ausgewählten Bildteilen durch entsprechende Lichtfilterung partiell angepasst werden. Weiterhin sind Ausschnittvergrößerungen und Fotomontagen möglich.
Weich nach außen auslaufende Fotografien, wie sie früher beliebt waren, werden mit gezackten Rahmen erreicht, die während der Belichtung über das Papierbild gehalten und dabei leicht bewegt werden. Allerdings lässt sich auch hier in vielen Fällen durch den Einsatz der Hände unkompliziert die gewünschte Form erreichen, ohne an ein festes Maskenmaß gebunden zu sein.

## Hersteller (Auswahl)
Vergrößerungsgeräte
Agfa, Beseler, Dunco, Durst, DeVere, Hengstler, Jobo, Kaiser, Kienzle, Krokus,  Leitz, Liesegang, Linhof, Meopta, Omega, Teufel, LPL, Rowi
Objektive
Schneider-Kreuznach, Rodenstock, Leitz, Nikon, Meopta, Vivitar